# العلاقات الأندورية الإيطالية
العلاقات الأندورية الإيطالية هي العلاقات الثنائية التي تجمع بين أندورا وإيطاليا.

## مقارنة بين البلدين
هذه مقارنة عامة ومرجعية للدولتين:
| وجه المقارنة                                              | أندورا                                                     | إيطاليا                                                  |
| --------------------------------------------------------- | ---------------------------------------------------------- | -------------------------------------------------------- |
| المساحة (كم2)                                             | 468                                                        | 301.34 ألف                                               |
| عدد السكان (نسمة)                                         | 76.18 ألف                                                  | 60.60 مليون                                              |
| الكثافة السكانية (ن./كم²)                                 | 16.28 ألف                                                  | 201.1                                                    |
| العاصمة                                                   | أندورا لا فيلا                                             | روما، فلورنسا، تورينو                                    |
| اللغة الرسمية                                             | اللغة الكتالونية                                           | اللغة الإيطالية                                          |
| العملة                                                    | يورو                                                       | يورو، ليرة إيطالية                                       |
| الناتج المحلي الإجمالي (بليون دولار)                      | 3.01 مليار                                                 | 1.93 تريليون                                             |
| الناتج المحلي الإجمالي (تعادل القوة الشرائية) بليون دولار |                                                            | 2.26 تريليون                                             |
| الناتج المحلي الإجمالي الاسمي للفرد دولار أمريكي          |                                                            | 29.96 ألف                                                |
| الناتج المحلي الإجمالي للفرد دولار أمريكي                 |                                                            | 35.46 ألف                                                |
| مؤشر التنمية البشرية                                      | 0.858                                                      | 0.873                                                    |
| رمز المكالمات الدولي                                      | +376                                                       | +39                                                      |
| رمز الإنترنت                                              | .ad                                                        | .it                                                      |
| المنطقة الزمنية                                           | ت ع م+01:00، توقيت وسط أوروبا، ت ع م+02:00، أوروبا/أندورا ‏ | توقيت وسط أوروبا، ت ع م+01:00، ت ع م+02:00، أوروبا/روما ‏ |

## مدن متوأمة
في ما يلي قائمة باتفاقيات التوأمة بين مدن أندورية وإيطالية:
- ترتبط انكامب مع ألغيرو باتفاقية توأمة.
- ترتبط Encamp  [لغات أخرى]‏ مع ألغيرو باتفاقية توأمة.

## منظمات دولية مشتركة
يشترك البلدان في عضوية مجموعة من المنظمات الدولية، منها:
| علم المنظمة | اسم المنظمة                    | تاريخ انضمام أندورا | تاريخ انضمام إيطاليا |
| ----------- | ------------------------------ | ------------------- | -------------------- |
|             | يونسكو                         | 20 أكتوبر 1993      | ?                    |
|             | الاتحاد الدولي للاتصالات       | 12 نوفمبر 1993      | 1866                 |
|             | منظمة الشرطة الجنائية الدولية  | ?                   | ?                    |
|             | الأمم المتحدة                  | 28 يوليو 1993       | 14 ديسمبر 1955       |
|             | مجلس أوروبا                    | ?                   | 5 مايو 1949          |
|             | منظمة حظر الأسلحة الكيميائية   | ?                   | ?                    |
|             | منظمة الأمن والتعاون في أوروبا | 25 أبريل 1996       | 25 يونيو 1973        |

## وصلات خارجية
- موقع وزارة الخارجية الأندورية
- موقع وزارة الخارجية الإيطالية